# Kanchan Nath
Kanchan Nath (Bombai, India; 1959 - Idem; 22 de julio de 2017) fue una periodista y conductora de televisión india.

## Carrera
Nath fue una reconocida presentadora televisiva y periodista de la famosa empresa de televisión pública de la ïndia, Doordarshan, en donde trabajó por varios años. Gracias a su simpatía y carisma en la pantalla chica pudo lucirse en el programa RKS que tuvo una permanencia de tres años.

## Fallecimiento
Falleció el 22 de julio de 2017 luego de que una palmera de cocos le cayera encima mientras caminaba por una calle de Bombay, de acuerdo con The Times of India. Nath en ese momento regresaba de una clase de yoga en la mañana del viernes. De repente, la planta, de aproximadamente siete metros, se desplomó sobre ella. Esto le provocó lesiones internas y fracturas graves. Se presume que las lluvias y vientos que han azotado la ciudad en los últimos días provocaron el suceso.
Su esposo culpó a las autoridades locales de la tragedia. Él argumentó que varios habitantes habían informado del peligro que representaba la planta, porque podía caer en cualquier momento. Sin embargo, el permiso para cortarla fue negado luego de una inspección, que comprobó que se encontraba en buenas condiciones. 
El incidente fue captado por una cámara de seguridad.